# 凱斯波特蘭了 (伊利諾伊州)
凱斯波特蘭丁（英語：Keyesport Landing）是位於美國伊利諾伊州邦德縣的一個非建制地區。該地的面積和人口皆未知。

## 地理
凱斯波特蘭丁的座標為38°45′24″N 89°16′22″W / 38.75667°N 89.27278°W，而該地的平均海拔高度為143米（即469英尺）。